# Vít Rotter
Vít Rotter, rodným jménem Vít Kučaj, (* 12. listopadu 1965 Ostrava) je baskytarista, hudební skladatel, producent a manažer.
Byl členem skupin Buty (1986–?), J.A.R. (1990) a Proud (1995), ve které působil se svým starším bratrem Martinem Kučajem.
Od roku 1996 používá příjmení Rotter.
Jako manažer a spoluautor se podílel na projektu Těžkej Pokondr.
Jeho píseň Nad stádem koní nahraná skupinou Buty vyhrála v roce 2000 cenu Anděl v kategorii Skladba roku.
V roce 2021 spoluprodukoval album Strážce klidu Vol. 1 Romana Holého.